# Luca Langoni
Luca Daniel Langoni (ur. 9 lutego 2002 w Gregorio de Laferrere) – argentyński piłkarz występujący na pozycji skrzydłowego lub napastnika, od 2022 roku zawodnik Boca Juniors.